# Kurtwood Smith
Kurtwood Larson Smith (* 3. července 1943 New Lisbon, Wisconsin) je americký herec.
Debutoval v roce 1980 drobnou rolí v americkém sitcomu Soap, v průběhu 80. let hostoval v různých seriálech, jako např. Lou Grant, A-Team, Stir Crazy, Sever a Jih II, Jump Street 21 či The New Adventures of Beans Baxter. V roce 1987 hrál Clarence Boddickere ve snímku RoboCop, o rok později se objevil ve filmu Rambo III. Roku 1991 ztvárnil nepojmenovaného prezidenta Spojené federace planet ve sci-fi snímku Star Trek VI: Neobjevená země. Star Treku zůstal věrný i v následujících letech, v epizodě „Ozvěny minulosti“ (1996) seriálu Star Trek: Stanice Deep Space Nine zahrál postavu cardassijského šéfa bezpečnosti Thraxe a o rok později ve dvojepizodě „Rok pekla“ seriálu Star Trek: Vesmírná loď Voyager krenimského důstojníka Annoraxe. V letech 1998–2006 hrál jednu z hlavních postav v sitcomu Zlatá sedmdesátá, později se objevil například i v seriálech Dr. House, Squirrel Boy, 24 hodin, Médium, Můj nejhorší týden, Neighbors from Hell či Chaos.